# Steinrutsche (Bergisch Gladbach)
Steinrutsche war ein Wohnplatz auf dem Gebiet des heutigen Stadtteils Refrath der Stadt Bergisch Gladbach  im Rheinisch-Bergischen Kreis.

## Lage und Beschreibung
Steinrutsche lag im Bereich der heutigen Straße Zum Steinrutsch und Hasselstraße. Der Name rührt von der alten Flurbezeichnung Steinrutsche und meint einen steinigen Abhang.
Von der ursprünglichen Bebauung ist nichts mehr vorhanden. Die heutige Bebauung entstand ab der ersten Hälfte des 20. Jahrhunderts. 

## Geschichte
Die Ortslage entstand in der ersten Hälfte des 19. Jahrhunderts und gehörte zur preußischen Bürgermeisterei Bensberg im Kreis Mülheim am Rhein in der Nähe des Hofes Brandroster. 
Aufgrund des Köln-Gesetzes wurde die Stadt Bensberg mit Wirkung zum 1. Januar 1975 mit Bergisch Gladbach zur Stadt Bergisch Gladbach zusammengeschlossen. Dabei wurde auch der Bereich um Steinrutsche Teil von Bergisch Gladbach.
| Jahr | Einwohner | Wohn- gebäude | Kategorie |
| ---- | --------- | ------------- | --------- |
| 1845 | 8         | 1             | Bauergut  |

In späteren Statistiken ist Steinrutsche nicht mehr eigenständig verzeichnet.